# Night Ranger
A Night Ranger amerikai rockegyüttes. Tagjai: Jack Blades, Brad Gillies, Kelly Keagy, Eric Levi és Keri Kelli.
1979-ben alakultak meg San Franciscóban. Korábban Stereo és Ranger neveken tevékenykedtek. Zeneileg hard rockot, arena rockot, pop rockot és glam metalt játszanak.
A Night Ranger zenekar megszületése a Rubicon popzenekarra vezethető vissza. Miután ez a zenekar feloszlott, a tagok elhatározták, hogy megállapítják saját együttesüket: ez lett a Stereo, amely később Rangerre változtatta a nevét, végül pedig Night Ranger lett a nevük, amikor egy Rangers nevű country együttes perrel fenyegette őket. A „Night Ranger” nevet az első albumukon hallható ugyanilyen című dalról kapták. Legismertebb daluk a Sister Christian, amely a 2002-es Grand Theft Auto: Vice City című videojátékban is hallható.

## Diszkográfia
- Dawn Patrol (1982)
- Midnight Madness (1983)
- 7 Wishes (1985)
- Big Life (1987)
- Man in Motion (1988)
- Feeding Off the Mojo (1995)
- Neverland (1997)
- Seven (1998)
- Hole in the Sun (2007)
- Somewhere in California (2011)
- High Road (2014)
- Don't Let Up (2017)
- ATBPO (2021)